# Milano-Ancona Pullman Express
De Milano-Ancona Pullman Express was een luxe dagtrein op de verbinding tussen Milaan en de Italiaanse badplaatsen aan de Adriatische Zee.

## CIWL
Na de succesvolle introductie van luxetreinen vanuit Milaan naar de Riviera in 1925 en Venetië en Montecatini in 1926, kregen in 1927 de badplaatsen aan de Adriatische kust, als vierde bestemming, een luxetreinverbinding met Milaan. De Compagnie Internationale des Wagons-Lits (CIWL) startte op 1 juli 1927 met deze trein, bij het uitbreken van de Tweede Wereldoorlog werd de treindienst gestaakt. In 1973 reed er weer een luxetrein, de TEE-Adriatico, op deze route.

### Route en dienstregeling
| MA | land   | station          | km  | AM |
| -- | ------ | ---------------- | --- | -- |
|    | Italië | Milano Centrale  | 0   |    |
|    | Italië | Bologna Centrale | 219 |    |
|    | Italië | Forlì            | 284 |    |
|    | Italië | Rimini           | 331 |    |
|    | Italië | Pesaro           | 364 |    |
|    | Italië | Ancona           | 423 |    |